# Bergeggi
Bergeggi – miejscowość i gmina we Włoszech, w regionie Liguria, w prowincji Savona.
Według danych na rok 2004 gminę zamieszkiwało 1145 osób, 381,7 os./km².